# Conteggio delle vittime della prima guerra mondiale

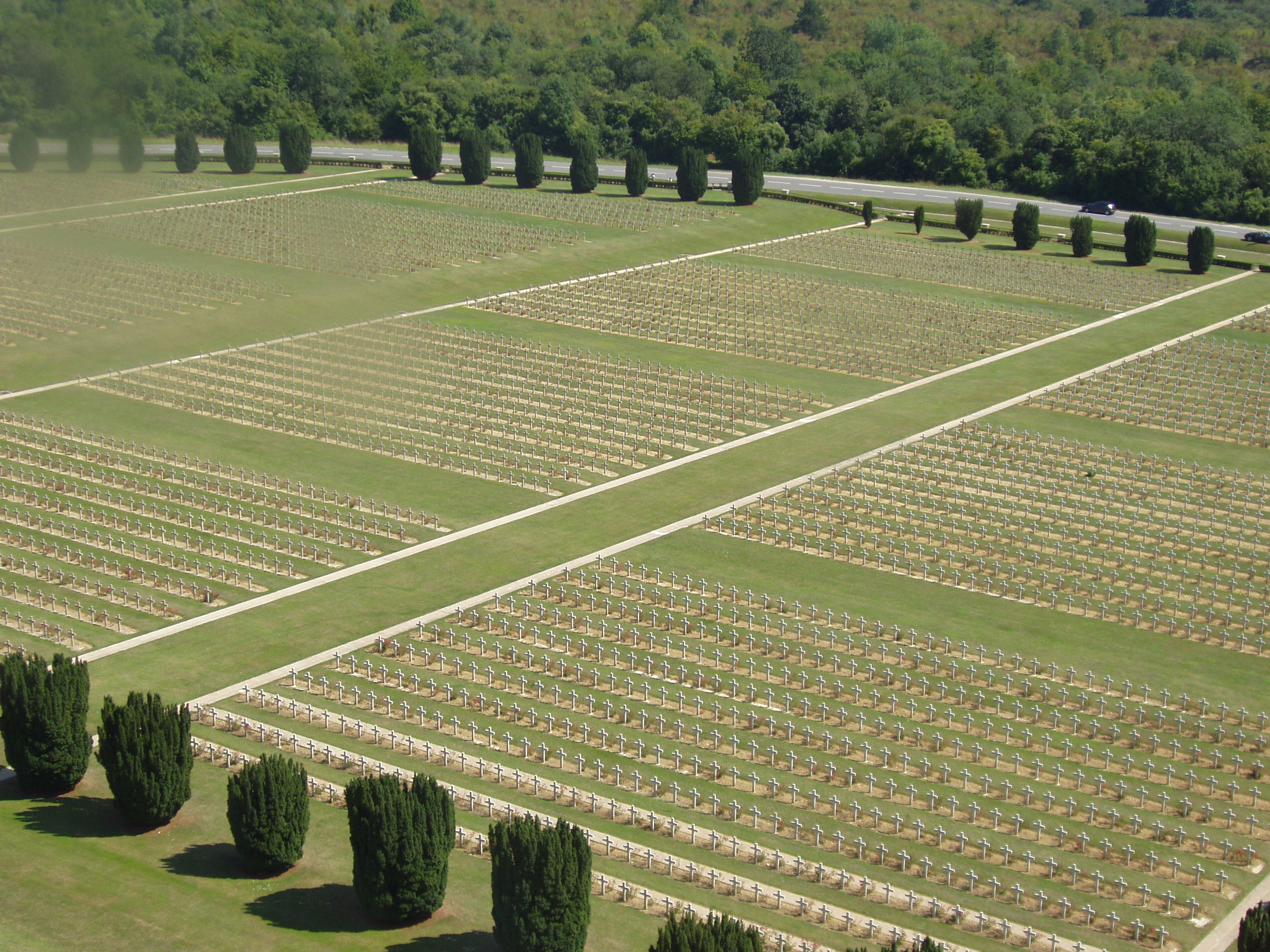
Il cimitero militare di Douaumont, qui ripreso dalla cima dell'ossario; il sito ospita i caduti francesi e tedeschi della battaglia di Verdun.

La stima del numero totale di vittime della prima guerra mondiale non è determinabile con certezza e varia molto: le cifre più accettate parlano di un totale, tra militari e civili, compreso tra 15 milioni e più di 17 milioni di morti, con le stime più alte che arrivano fino a 65 milioni di morti includendo nell'insieme anche le vittime mondiali della influenza spagnola del 1918-1919. Il totale delle perdite causate dal conflitto si può stimare a più di 37 milioni, contando più di 16 milioni di morti e più di 20 milioni di feriti e mutilati, sia militari che civili, cifra che fa della "Grande Guerra" uno dei più sanguinosi conflitti della storia umana.
Il numero dei militari uccisi nel conflitto viene di solito stimato tra gli 8 milioni e mezzo e più di 9 milioni, con le stime più alte che arrivano oltre i 12 milioni e mezzo; le potenze Alleate ebbero all'incirca tra i 5 e i 6 milioni di soldati uccisi, mentre gli Imperi centrali ebbero più di 4 milioni di caduti militari. Le stime sui morti civili, causati sia direttamente dalle azioni belliche che da cause collegate come malattie, malnutrizione e incidenti vari, sono molto più difficili da calcolare, variando da un minimo di 5 milioni a quasi 13 milioni con valori medi attestati tra i 6 milioni e mezzo (una delle cifre generalmente più accettate) e i 9 milioni: il calcolo delle morti civili varia molto a seconda che si consideri nel computo una parte più o meno ampia delle vittime causate da eventi correlati al conflitto ma non ricompresi totalmente in esso, come la guerra civile russa o il genocidio armeno.

## Vittime per nazione nei confini del 1914
| Alleati                                              | Popolazione (in milioni) | Caduti militari            | Vittime civili | Totale morti                | Morti in % sulla popolazione |
| ---------------------------------------------------- | ------------------------ | -------------------------- | -------------- | --------------------------- | ---------------------------- |
| Belgio e sue colonie                                 | 7,4                      | 58.637                     | 62.000         | 120.637                     | 1.63%                        |
| Francia e sue colonie                                | 39,6                     | 1.397.800                  | 300.000        | 1.697.800                   | 4.29%                        |
| Giappone                                             | 53,6                     | 415                        |                | 415                         | 0.0008%                      |
| Grecia                                               | 4,8                      | 26.000                     | 150.000        | 176.000                     | 3.67%                        |
| Italia                                               | 35,6                     | 651.000                    | 589.000        | 1.240.000                   | 3.48%                        |
| Montenegro                                           | 0,5                      | 13.325                     |                | 13.325                      | 2.67%                        |
| Portogallo e sue colonie                             | 6,0                      | 7.022                      | 82.000         | 89.222                      | 1.49%                        |
| Regno Unito di Gran Bretagna e Irlanda e sue colonie | 45,4                     | 886.939                    | 109.000        | 995.939                     | 2.19%                        |
| Australia                                            | 4,5                      | 61.966                     |                | 61.966                      | 1.38%                        |
| Canada                                               | 7,2                      | 64.976                     | 2.000          | 66.976                      | 0.92%                        |
| India Britannica                                     | 315,1                    | 74.187                     |                | 74.187                      | 0.02%                        |
| Nuova Zelanda                                        | 1,1                      | 18.052                     |                | 18.052                      | 1.64%                        |
| Sudafrica                                            | 6,0                      | 9.477                      |                | 9.477                       | 0.16%                        |
| Terranova                                            | 0,2                      | 1.570                      |                | 1.570                       | 0.65%                        |
| Impero Britannico (totale)                           | 379,5                    | 1.117.167                  | 111.000        | 1.228.167                   | 0.32%                        |
| Romania                                              | 7,5                      | 250.000                    | 430.000        | 680.000                     | 9.07%                        |
| Russia                                               | 175,1                    | tra 1.811.000 e 2.254.369  | 1.500.000      | tra 3.311.000 e 3.754.369   | tra 1.89% e 2.14%            |
| Regno di Serbia                                      | 4,5                      | 369.815                    | 600.000        | 969.815                     | 21.55%                       |
| Stati Uniti                                          | 92,0                     | 116.708                    | 757            | 117.465                     | 0.13%                        |
| Totale Alleati                                       | 806,1                    | tra 5.845.089 e 6.288.458  | 3.935.757      | tra 9.669.846 e 10.113.215  | tra 1.2% e 1.25%             |
| Imperi centrali                                      | Popolazione (in milioni) | Caduti militari            | Vittime civili | Totale morti                | Morti in % sulla popolazione |
| Austria-Ungheria                                     | 51,4                     | 1.100.000                  | 467.000        | 1.567.000                   | 3.05%                        |
| Bulgaria                                             | 5,5                      | 87.500                     | 100.000        | 187.500                     | 3.41%                        |
| Germania e sue colonie                               | 64,9                     | 2.050.897                  | 424.720        | 2.475.617                   | 3.81%                        |
| Impero ottomano                                      | 21,3                     | 771.844                    | 2.150.000      | 2.921.844                   | 13.72%                       |
| Totale Imperi centrali                               | 143,1                    | 4.010.241                  | 3.141.720      | 7.151.961                   | 5%                           |
| Nazioni neutrali                                     |                          |                            |                |                             |                              |
| Danimarca                                            | 2,7                      |                            | 722            | 722                         | 0.03%                        |
| Norvegia                                             | 2,4                      |                            | 2.000          | 2.000                       | 0.08%                        |
| Svezia                                               | 5,6                      |                            | 877            | 877                         | 0.02%                        |
| Totale generale                                      | 959.9                    | tra 9.855.330 e 10.298.699 | 7.081.074      | tra 16.936.404 e 17.379.773 | tra 1.76% e 1.81%            |

## Potenze alleate
- Belgio e sue colonie

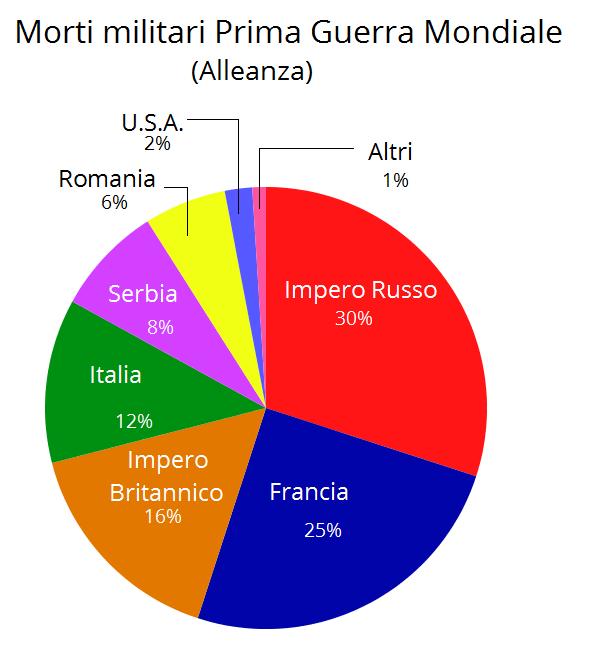
I caduti militari delle potenze alleate ripartiti in percentuale per singola nazione.

Il conteggio ufficiale del governo belga per le perdite militari riportate durante la guerra indicò un totale di 58.637 caduti; di questi, sul fronte europeo vi furono 26.338 caduti in azione o morti per le ferite o in incidenti e 14.029 morti per malattie o dispersi dichiarati morti presunti per un totale di 40.367 caduti, mentre le perdite riportate nelle campagne in Africa furono stimate in 2.620 soldati uccisi e 15.560 portatori indigeni morti per varie cause, per un totale di 18.270 uomini. Stime fatte dal War Office britannico nel 1922, per sua stessa ammissione approssimative e incomplete, diedero 13.716 morti e 24.456 dispersi fino all'11 novembre 1918; il demografo sovietico Boris Urlanis stimò invece un totale di circa 35.000 belgi caduti in azione, morti per le ferite riportate o dispersi dichiarati poi morti presunti.
I morti civili, calcolati per sottrazione dalla popolazione prebellica, furono stimati in 92.000, di cui 62.000 causati da carestie o rappresaglie armate dei tedeschi e 30.000 a causa dell'influenza spagnola; il professor John Horne stimò in 6.500 i civili belgi e francesi uccisi in rappresaglie dei militari tedeschi
Per il solo Congo Belga (oggi Repubblica Democratica del Congo), il giornalista Vadim Erlikman stimò un totale di circa 5.000 soldati e 150.000 civili morti per ogni causa.
- Francia e sue colonie

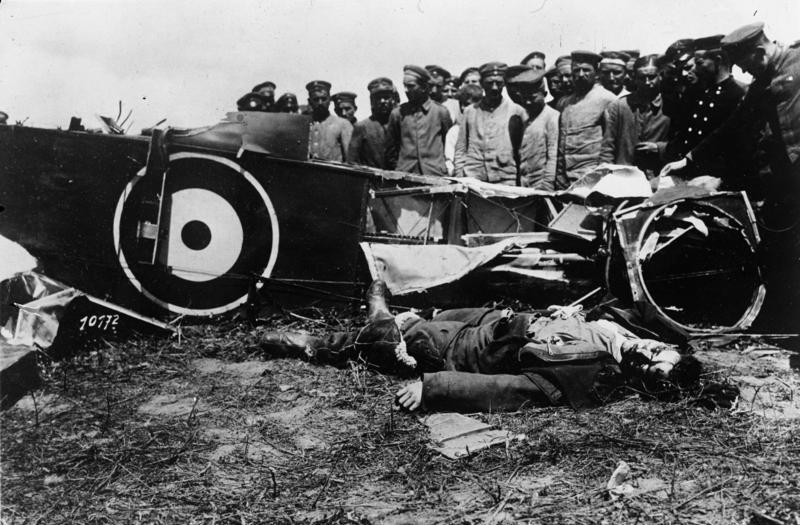
Un pilota d'aereo britannico ucciso sul fronte occidentale nel 1917.

Il totale di 1.397.800 militari francesi caduti in guerra fu indicato in uno studio pubblicato a cura della Carnegie Endowment for International Peace nel 1931; il totale include 71.100 militari delle truppe coloniali, 4.600 volontari stranieri arruolatisi nelle forze armate francesi e 28.600 soldati morti per cause comunque legate alla guerra nel periodo compreso tra l'11 novembre 1918 e il 6 gennaio 1919. Il War Office britannico stimò nel 1922 un totale di 1.385.300 tra morti e dispersi, inclusi 58.000 soldati delle truppe coloniali; il demografo Boris Urlanis stimò un totale di 1.186.000 militari tra morti in azione, dispersi presunti morti e deceduti per le ferite. Il ministero della difesa francese ha inaugurato, dal 5 novembre 2003, un database on-line contenente i nomi dei caduti della prima guerra mondiale e di altri conflitti combattuti dalla Francia nel XX secolo.
Il giornalista Vadim Erlikman stimò un totale di 81.000 caduti tra le truppe coloniali francesi, così ripartiti secondo i confini moderni:
 Algeria (Algeria francese nel 1914): 26.000
 Vietnam (Indocina francese nel 1914): 12.000
 Mali (parte dell'Africa Occidentale Francese nel 1914): 10.000
 Marocco (Protettorato francese del Marocco nel 1914): 8.000
 Senegal (parte dell'Africa Occidentale Francese nel 1914): 6.000
 Guinea (parte dell'Africa Occidentale Francese nel 1914): 2.500
 Madagascar: 2.500
 Benin (parte dell'Africa Occidentale Francese nel 1914): 2.000
 Burkina Faso (parte dell'Africa Occidentale Francese nel 1914): 2.000
 Rep. del Congo (parte dell'Africa Equatoriale Francese nel 1914): 2.000
 Costa d'Avorio (parte dell'Africa Occidentale Francese nel 1914): 2.000
 Tunisia: 2.000
 Ciad (parte dell'Africa equatoriale francese nel 1914): 1.500
 Rep. Centrafricana (parte dell'Africa equatoriale francese nel 1914): 1.000
 Niger (parte dell'Africa Occidentale Francese nel 1914): 1.000
 Gabon (parte dell'Africa equatoriale francese nel 1914): 500
I morti civili, calcolati a partire dalle statistiche demografiche di prima della guerra, furono stimati in 500.000, di cui 300.000 causati direttamente dalle operazioni militari o a causa di malnutrizione, e 200.000 a causa dell'influenza spagnola; altre stime demografiche del numero dei morti civili variano da 264.000 a 284.000, non includendo le vittime della spagnola durante il periodo bellico calcolate tra 100.000 e 120.000. Il computo delle vittime civili per cause legate alle operazioni militari include 1.509 marinai della marina mercantile periti nell'affondamento delle loro navi, e 3.357 civili colpiti da bombardamenti aerei o attacchi con artiglieria a lunga gittata; il governo francese non rilasciò stime sui civili uccisi in zona di guerra, ma fonti terze calcolarono tale numero in circa 40.000.
- Impero giapponese

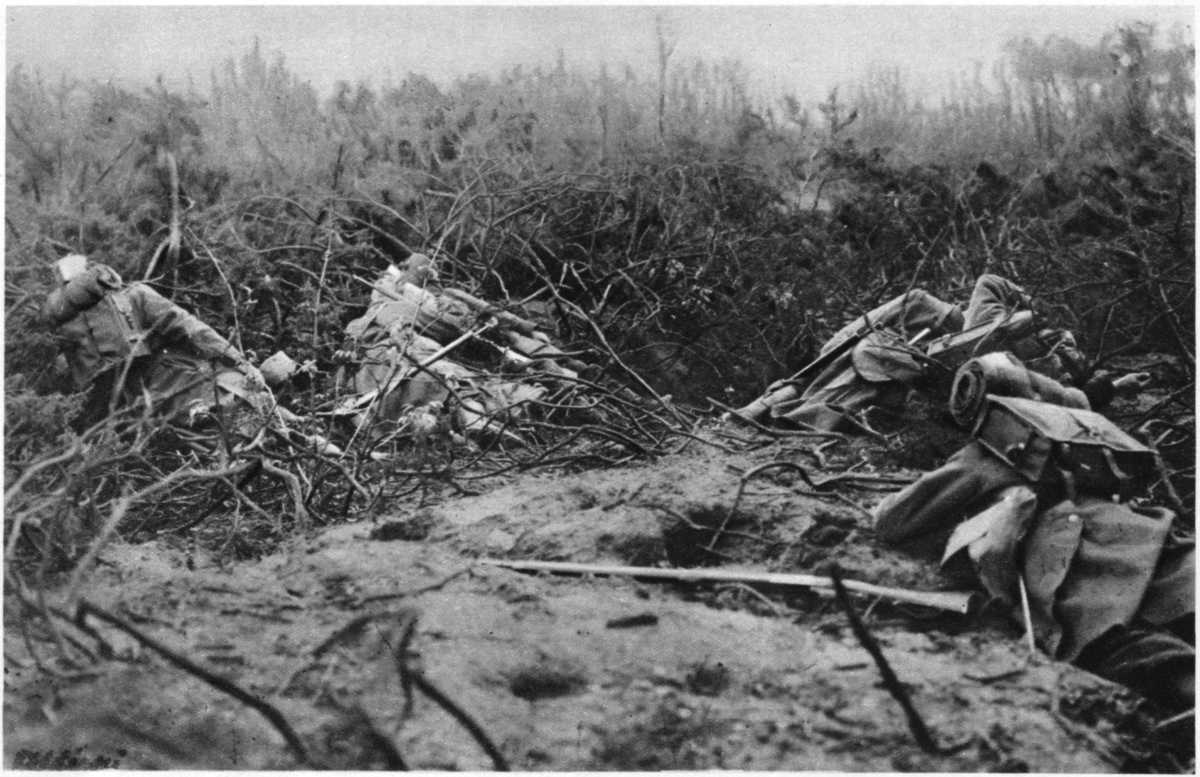
Soldati francesi uccisi nel 1914.

La storia dell'esercito imperiale giapponese edita da Merion Harries nel 1991 riportò un totale di 415 militari nipponici caduti durante il conflitto; Michael Clodfelter riportò che il totale ufficiale fu fissato a 300 caduti in azione, ma notò che "un conteggio più affidabile del totale delle morti militari giapponesi per tutte le cause arriva a 1.344 morti".
- Grecia

Il demografo sovietico Boris Urlanis stimò nel 1971 un totale di 26.000 soldati greci caduti nel corso del conflitto, di cui 11.000 tra uccisi in azione, dispersi dichiarati morti e deceduti per le ferite, e 15.000 morti per malattie. Jean Bujac, in una storia delle campagne militari greche durante la prima guerra mondiale edita nel 1930, stimò 8.365 soldati caduti per cause legate al combattimento e 3.255 dispersi, mentre il War Office britannico indicò nel 1922 un totale di 5.000 caduti in azione o morti per le ferite, e 1.000 tra prigionieri e dispersi.
I morti civili, calcolati a partire dalle statistiche demografiche di prima della guerra, sono stimati in 150.000, causati sia da malnutrizione che dall'influenza spagnola.
- Italia

Uno studio realizzato dal demografo italiano Giorgio Mortara nel 1925, basato su dati ufficiali del governo, stimò in 651.000 i militari italiani caduti durante il conflitto, così ripartiti: 378.000 uccisi in azione o morti per le ferite riportate, 186.000 morti di malattie e 87.000 invalidi deceduti durante il periodo compreso tra il 12 novembre 1918 e il 30 aprile 1920 a causa delle ferite riportate in guerra. Il demografo sovietico Urlanis riportò 433.000 soldati uccisi in azione, morti per le ferite riportate o dispersi presunti morti; il War Office britannico stimò nel 1922 un totale di 460.000 caduti militari, mentre lo storico britannico Mark Thompson indicò nel 2008 un totale di 689.000 militari caduti per tutte le cause.
I morti civili, stimati sulla base delle statistiche demografiche di prima della guerra, furono calcolati in 1.021.000, di cui 589.000 a causa di malnutrizione e carenze alimentari e 432.000 a causa dell'influenza spagnola; altre stime demografiche delle vittime civili in Italia durante la guerra danno un totale di 324.000 vittime, cui sommare ulteriori 300.000 morti dati dalla spagnola, mentre Thompson indicò in 600.000 i morti civili dovuti "a causa delle avversità della guerra". Mortara indicò un totale di 3.400 civili uccisi in azioni militari dirette, di cui 2.293 periti in attacchi contro navi, 958 in bombardamenti aerei e 147 in bombardamenti navali.
- Montenegro

Lo storico Michael Clodfelter indicò i caduti in azione dell'esercito montenegrino in 3.000, con ulteriori 7.000 perdite tra dispersi e prigionieri di guerra; stime effettuate dal governo della Jugoslavia nel 1924 riportarono invece la cifra di 13.325 militari uccisi durante il conflitto.
- Portogallo e sue colonie

Il War Office britannico stimò un totale di 7.022 militari portoghesi uccisi durante il conflitto o morti per cause collegate ad esso fino al 1º gennaio 1920, di cui 1.689 in Francia e 5.333 in Africa (ivi compresi soldati africani delle truppe coloniali lusitane), oltre ad ulteriori 12.318 militari prigionieri di guerra o dichiarati dispersi; il demografo Boris Urlanis indicò invece un totale di 6.000 soldati tra uccisi in azione, morti per le ferite riportate o dispersi presunti morti.
I morti civili, stimati sulla base delle statistiche demografiche di prima della guerra, furono calcolati in 220.000, di cui 82.000 a causa di malnutrizione e carenze alimentari e 138.000 a causa dell'influenza spagnola. Il giornalista Vadim Erlikman stimò per la colonia portoghese del Mozambico un totale di 50.000 morti civili a causa di malnutrizione e carenze alimentari durante il conflitto.
- Impero britannico

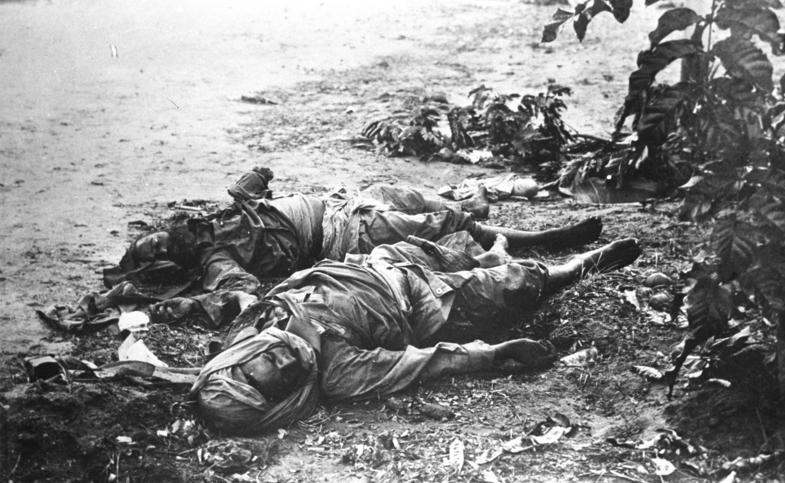
Soldati anglo-indiani uccisi a Tanga, nell'Africa Orientale Tedesca.

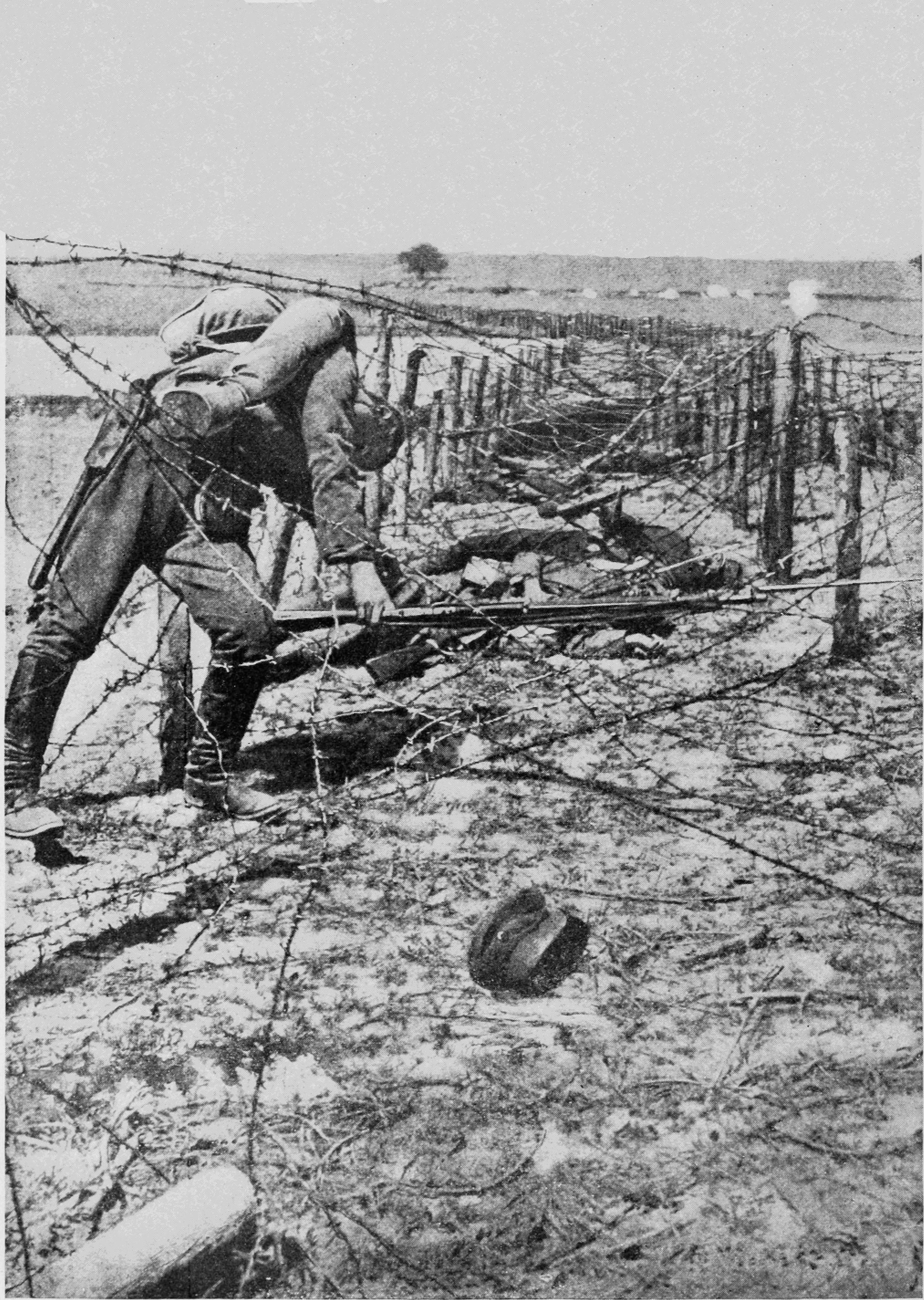
Corpi di soldati russi uccisi in Polonia abbandonati sopra un reticolato di filo spinato.

Il rapporto 2009-2010 della Commonwealth War Graves Commission indicò un totale di 886.939 militari britannici (compresi quelli provenienti dal Dominion di Terranova ma esclusi quelli degli altri dominion) caduti durante il conflitto. Il rapporto ufficiale, "finale e corretto", sulle perdite militari del British Army durante il conflitto (comprensivo dei caduti del Territorial Army), redatto dall'Army Council e pubblicato il 10 marzo 1921, indicò 573.507 morti in azione, per le ferite riportate o per altre cause e 99.868 dispersi non rientrati dalla prigionia, per un totale di 673.375 caduti totali e 1.643.469 militari feriti. Il War Office, nel 1922, indicò i caduti ("morti in azione, in prigionia, per le ferite riportate e dispersi") dell'esercito britannico (Regular e Territorial Force), della Royal Naval Division e della Royal Air Force in 702.410 provenienti dal Regno Unito e 507 da "altre colonie", oltre a 2.393 britannici caduti in servizio con il British Indian Army; sempre il War Office stimò i caduti britannici della Royal Navy in 32.287 e quelli della marina mercantile in 14.661.
L'Irlanda, all'epoca interamente parte del Regno Unito, subì da sola 27.405 caduti tra i militari arruolati nelle forze armate britanniche. Il giornalista Vadim Erlikman stimò un totale di 35.700 caduti tra le truppe reclutate nelle colonie britanniche dell'Africa di cui, secondo i confini moderni:
 Ghana (Costa d'Oro nel 1914): 1.200
 Kenya (Africa Orientale Britannica nel 1914): 2.000
 Malawi (Nyasaland nel 1914): 3.000
 Nigeria (parte dell'Africa Occidentale Britannica nel 1914): 5.000
 Sierra Leone (parte dell'Africa Occidentale Britannica nel 1914): 1.000
 Uganda (Protettorato dell'Uganda nel 1914): 1.500
 Zambia (Rhodesia Settentrionale nel 1914): 3.000
 Zimbabwe (Rhodesia Meridionale nel 1914): 700
I morti civili, stimati sulla base delle statistiche demografiche di prima della guerra, furono calcolati in 292.000, di cui 109.000 a causa di malnutrizione e carenze alimentari e 183.577 a causa dell'influenza spagnola; altre stime demografiche delle perdite civili tra la popolazione del Regno Unito durante la guerra indicarono un totale di 181.000 morti cui sommare ulteriori 100.000 vittime della spagnola. Nel 1922 il War Office calcolò in 1.260 civili e 310 militari le vittime di bombardamenti aerei o navali sul Regno Unito durante la guerra; altri 908 civili britannici e 63 pescatori morirono in mare per attacchi degli U-Boot tedeschi. Il giornalista Erlikman stimò infine in 30.000 le perdite civili nell'odierno Kenya durante il periodo della prima guerra mondiale.
- Australia

Il rapporto 2009-2010 della Commonwealth War Graves Commission indicò un totale di 61.966 militari australiani caduti durante il conflitto per varie cause; il War Office britannico, nel 1922, indicò un totale di 59.330 soldati dell'Australian Army morti in azione o per le ferite riportate, mentre il demografo Urlanis stimò in 54.000 i caduti in azione e per le ferite delle forze militari dell'Australia.
- Canada

Il rapporto 2009-2010 della Commonwealth War Graves Commission indicò un totale di 64.976 militari canadesi caduti durante il conflitto per varie cause, includendo nel totale anche i 1.297 caduti del Royal Newfoundland Regiment; il War Office britannico, nel 1922, indicò un totale di 56.639 soldati del Canadian Army morti in azione o per le ferite riportate, mentre il demografo Urlanis stimò in 53.000 i caduti in azione e per le ferite delle forze militari del Canada.
Circa 2.000 civili canadesi rimasero uccisi nel grave incidente noto come "esplosione di Halifax" il 6 dicembre 1917, rappresentando in pratica la quasi totalità delle vittime civili del Canada riportate nel corso del conflitto.
- India Britannica

Il rapporto 2009-2010 della Commonwealth War Graves Commission indicò un totale di 74.187 soldati reclutati nelle varie regioni dell'Impero anglo-indiano caduti per ogni causa durante il conflitto; il War Office britannico, nel 1922, indicò un totale di 62.056 soldati del British Indian Army morti in azione o per le ferite riportate (escludendo i 2.393 caduti tra i cittadini britannici che servivano nei suoi ranghi), mentre il demografo Urlanis stimò in 27.000 i caduti in azione e per le ferite delle forze militari indiane.
- Nuova Zelanda

Il rapporto 2009-2010 della Commonwealth War Graves Commission indicò un totale di 18.052 soldati neozelandesi caduti per varie cause durante il conflitto; il War Office britannico, nel 1922, indicò un totale di 16.711 soldati del New Zealand Army morti in azione o per le ferite riportate, mentre il demografo Urlanis stimò in 14.000 i caduti in azione e per le ferite delle forze militari neozelandesi.
- Sudafrica

Il rapporto 2009-2010 della Commonwealth War Graves Commission indicò un totale di 9.477 soldati sudafricani caduti per varie cause durante il conflitto; il War Office britannico, nel 1922, indicò un totale di 7.121 soldati del South African Army morti in azione o per le ferite riportate, mentre il demografo Urlanis stimò in 5.000 i caduti in azione e per le ferite delle forze militari sudafricane.
- Terranova

I caduti del Dominion di Terranova sono spesso conteggiati insieme a quelli del Regno Unito o a quelli del Canada. Il War Office britannico, nel 1922, indicò un totale di 1.204 soldati di Terranova caduti in azione o per le ferite riportate; uno studio del giornalista Christopher Sharpe nel 1988 indicò un totale di 1.570 caduti di Terranova durante il conflitto, di cui 1.297 del Royal Newfoundland Regiment, 171 della Royal Navy e 101 della marina mercantile
- Romania

Il demografo sovietico Urlanis riportò un totale di 250.000 soldati romeni uccisi durante il conflitto, indicando tale dato come "fornito dal governo romeno in risposta a una richiesta dell'Organizzazione internazionale del lavoro"; il totale comprende 177.000 militari uccisi o dispersi in azione oppure morti per le ferite riportate. Il War Office stimò nel 1922 un totale di 335.706 militari morti o dispersi presunti tali
I morti civili, stimati sulla base delle statistiche demografiche di prima della guerra, furono calcolati in 430.000, causati da azioni militari dirette, carenze alimentari e dall'influenza spagnola; il giornalista Erlikman, considerando i confini della Romania moderna, stimò 120.000 civili romeni morti a causa di azioni militari, 10.000 nelle prigioni austro-ungariche e 200.000 a causa di malnutrizione e malattie.
- Russia

Le perdite umane dell'Impero russo sono tra le più difficili da stimare. Resoconti sui caduti delle forze armate russe, basati su rapporti ufficiali redatti durante la guerra, furono pubblicati nel 1925 dall'Ufficio centrale di statistica dell'Unione Sovietica, indicando un totale di 7.036.087 perdite tra i militari: 626.440 uccisi in azione, 17.174 morti per le ferite riportate, 3.638.271 dispersi o presi prigionieri e 2.754.202 feriti. Il demografo Urlanis, nel suo studio del 1971, giudicò tuttavia i rapporti ufficiali come gravemente incompleti e sottostimanti il numero degli uccisi, principalmente perché molti dei resoconti originali andarono distrutti durante le ritirate; Urlanis stimò il numero totale dei militari russi morti nel conflitto in 1.811.000: 1.200.000 uccisi in azione o dispersi presunti morti, 11.000 vittime di attacchi con il gas, 155.000 morti per malattie, 190.000 morti in prigionia, 15.000 morti in incidenti o per altre cause. Uno studio del 2001 ad opera dello storico militare russo G.F. Krivosheev calcolò un totale di 2.254.369 militari caduti durante la guerra: 1.200.000 uccisi in azione, 439.369 dispersi presunti morti, 240.000 morti per le ferite riportate, 11.000 vittime di attacchi con i gas, 155.000 morti di malattie, 190.000 morti in prigionia e 19.000 morti in incidenti o per altre cause, oltre a 3.749.000 feriti e 2.384.000 presi prigionieri. Il War Office britannico stimò nel 1922 un totale di 1.700.000 militari russi caduti durante il conflitto.
I morti civili, stimati sulla base delle statistiche demografiche di prima della guerra, furono calcolati in 1.500.000, causati da malnutrizione, azioni militari dirette e malattie; considerando i confini del dopoguerra, i civili russi morti durante il conflitto furono stimati in 1.070.000, di cui 730.000 per carenze alimentari e malattie, e 340.000 per azioni militari dirette.
- Regno di Serbia

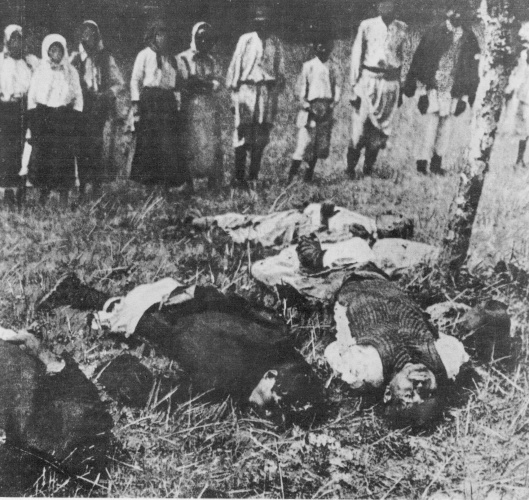
Civili serbi giustiziati dalle truppe austro-ungariche.

Una stima dei caduti militari serbi, fatta dal demografo Urlanis nel 1971, indicò un totale di 275.000 soldati morti, di cui 165.000 caduti in azione, morti per le ferite o dispersi presunti morti; il governo della Jugoslavia indicò, nel 1925, un totale di 365.164 militari serbi uccisi durante il conflitto, mentre lo storico jugoslavo Vladimir Dedijer, nel 1975, calcolò 369.815 caduti per ogni causa tra le forze armate serbe
I morti civili, stimati sulla base delle statistiche demografiche di prima della guerra, furono calcolati in 450.000, a causa di azioni militari dirette, malnutrizione e malattie; il giornalista Erlinkman, nel suo studio del 2004, riportò una stima di 120.000 civili serbi uccisi in azioni militari dirette e 30.000 morti nelle prigioni austro-ungariche, mentre Dedijer indicò un totale di 600.000 civili serbi deceduti per ogni causa.
- Stati Uniti

Il calcolo ufficiale dei caduti statunitensi fino al 31 dicembre 1918, redatto dal Dipartimento della Difesa degli Stati Uniti, indicò un totale di 116.516 militari morti, di cui 53.402 caduti in combattimento e 63.114 al di fuori del campo di battaglia; lo United States Army riportò 106.378 morti, la United States Navy 7.287 e lo United States Marine Corps 2.851. In aggiunta ai precedenti, la United States Coast Guard riportò altri 192 caduti durante il conflitto.
Le perdite civili statunitensi durante la guerra comprendono 128 morti durante l'affondamento dello RMS Lusitania e 629 membri della marina mercantile periti negli affondamenti delle loro navi.

## Imperi centrali
- Austria-Ungheria

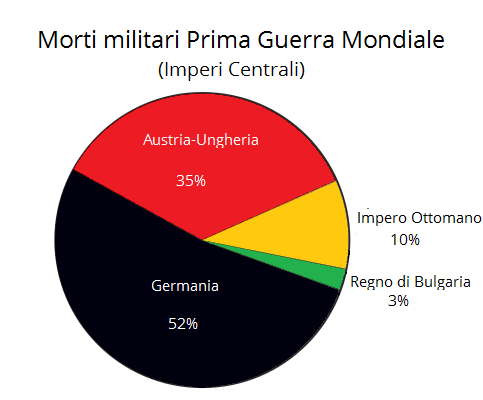
I caduti militari degli Imperi centrali ripartiti in percentuale per singola nazione.

Uno studio pubblicato a cura della Carnegie Endowment for International Peace nel 1940, basato su analisi del ministero della guerra austro-ungarico, stimò in un totale di 1.100.000 i militari dell'Austria-Ungheria caduti durante la prima guerra mondiale; il demografo Urlanis stimò un totale di 900.000 militari austro-ungarici morti in azione, per le ferite riportate o dispersi presunti morti, mentre il War Office britannico nel 1922 indicò un totale di 1.200.000 caduti.
Sempre lo studio promosso dalla fondazione Carnegie stimò un totale di 467.000 morti tra i civili "attribuibili alla guerra", principalmente causate da malnutrizione; il giornalista Erlikman calcolò in 120.000 i civili uccisi in azioni militari dirette sul fronte della Galizia.
Considerando i confini moderni, Erlikman stimò in 175.000 i morti dell'Austria, di cui 120.000 militari caduti in azione o per cause legate al combattimento, 30.000 prigionieri deceduti in detenzione e 25.000 civili morti per malattie o malnutrizione; i caduti dell'Ungheria furono 385.000, di cui 270.000 militari caduti in azione o per cause legate al combattimento, 70.000 prigionieri deceduti in detenzione e 45.000 civili morti per malattie o malnutrizione; i caduti della Cecoslovacchia furono 185.000, di cui 110.000 militari caduti in azione o per cause legate al combattimento, 45.000 prigionieri deceduti in detenzione e 30.000 civili morti per malattie o malnutrizione. Sempre Erlikman stimò in 150.000 i caduti tra i romeni della Transilvania reclutati nell'esercito austro-ungarico, in 67.000 i morti tra i reparti reclutati nelle regioni polacche dell'Impero e in 80.000 i caduti tra i soldati provenienti dalle zone poi parte della Jugoslavia.
I caduti di lingua italiana (nello specifico del Trentino) furono 11.500.
- Bulgaria

Il ministero della guerra bulgaro, ripreso poi dal War Office britannico, calcolò la cifra di 87.500 militari caduti durante la prima guerra mondiale, di cui 48.197 uccisi in azione, 13.198 morti per le ferite riportate, 888 morti in incidenti e 24.497 deceduti per malattie; il demografo Urlanis calcolò in 62.000 i militari bulgari caduti in azione, per le ferite o dispersi presunti morti.
Il numero dei morti civili, stimato partendo dai dati demografici di prima della guerra, fu indicato in 100.000, principalmente causati da malnutrizione.
- Germania e sue colonie

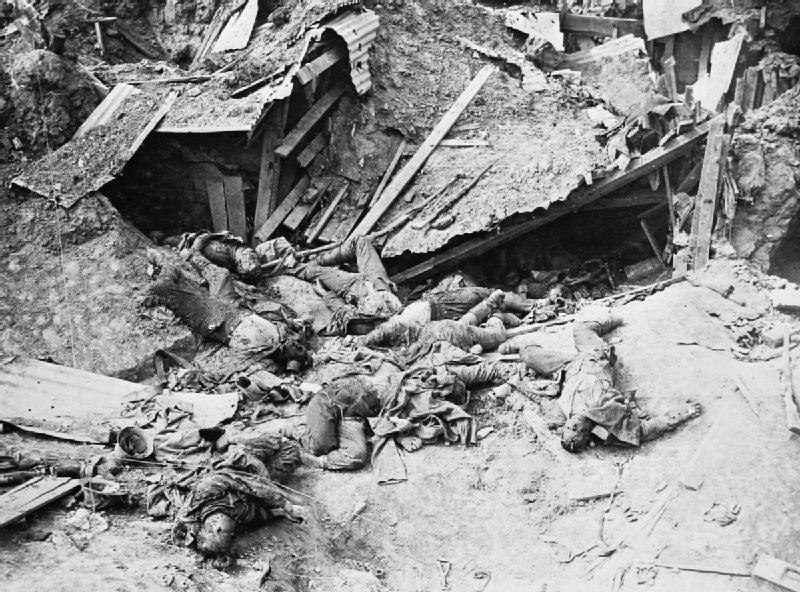
Soldati tedeschi uccisi nel corso della battaglia di Guillemont sul fronte occidentale.

La storia ufficiale del servizio medico tedesco durante la guerra, edita nel 1934, indicò un totale di 2.036.897 militari morti nel corso del conflitto, di cui 1.936.897 caduti confermati cui sommare una stima di 100.000 dispersi presunti morti; il totale dei confermati comprende 1.900.876 militari dell'esercito (Deutsches Heer), 34.836 della marina (Kaiserliche Marine) e 1.185 tedeschi delle truppe coloniali (Schutztruppe). A questa cifra va poi aggiunta una stima di 14.000 caduti tra i soldati africani reclutati nelle truppe coloniali, fatta dal War Office britannico il quale a sua volta stimò nel 1922 un totale di 1.808.545 caduti tedeschi; il demografo Urlanis indicò invece un totale di 1.797.000 militari tedeschi uccisi in azione, morti per le feriti o dispersi presunti morti.
Uno dei dati più dibattuti riguarda quello delle morti civili tedesche causate dalle penurie di generi alimentari e dalle malattie provocate dal blocco navale imposto dagli Alleati alla Germania durante la guerra. Uno studio del Consiglio tedesco della sanità pubblica edito il 27 dicembre 1918 calcolò un totale di 763.000 civili morti per malnutrizione o malattie causate come effetti del blocco navale, non contando le vittime dell'influenza spagnola e dando solo una stima per gli ultimi sei mesi del 1918. Non incluso nel totale precedente era il numero di civili morti sempre a causa del blocco navale nel periodo in cui questo fu prolungato dopo la data dell'armistizio, proseguendo dal novembre del 1918 fino al giugno del 1919: il dottor Max Rubner, fisiologo e igienista tedesco, in un articolo dell'aprile 1919 stimò in 100.000 le vittime civili causate dal prolungamento del blocco dopo l'armistizio
Queste cifre furono molto criticate nel dopoguerra: Maurice Parmelle, in uno studio sul blocco della Germania edito nel 1924, affermò che "è molto poco accurato attribuire al blocco tutte le morti in eccesso rispetto alla mortalità ante-guerra", e ritenne che le cifre tedesche fossero "un po' esagerate"; le affermazioni tedesche furono effettuate in un periodo in cui la Germania stava conducendo una campagna propagandistica contro il blocco navale alleato nella fase post-armistizio, tra il novembre 1918 e il giugno 1919, e ancora nel 1919 i vertici tedeschi sollevarono più volte la questione delle vittime del blocco per contrastare le accuse rivolte loro dagli Alleati circa le campagne di guerra sottomarina indiscriminata condotte dalla Kaiserliche Marine durante il conflitto.
Nel 1928 uno studio accademico tedesco promosso dalla Carnegie Endowment for International Peace provvide a un'analisi delle vittime civili in Germania durante la guerra: lo studio stimò un totale di 424.000 morti legate alla guerra di civili sopra un anno di età, non includendo la regione dell'Alsazia-Lorena, e indicando come causa primaria la carenza di cibo e carburante verificatasi tra il 1917 e il 1918; lo studio stimò poi ulteriori 209.000 vittime civili dell'influenza spagnola nel corso del 1918. Un secondo studio sempre sponsorizzato dalla fondazione Carnegie ed edito nel 1940 confermò al cifra di 424.000 civili morti per cause legate alla guerra, abbassando le vittime tedesche dell'influenza spagnola nel 1918 a circa 200.000. Secondo il War Office britannico, infine, 720 civili tedeschi rimasero uccisi in bombardamenti aerei alleati durante il conflitto.
Il giornalista Erlikman stimò in 135.000 i morti civili nelle regioni dell'Africa Orientale Tedesca, così ripartiti secondo i confini moderni: 100.000 in Tanzania, 15.000 in Ruanda e 20.000 in Burundi.
- Impero ottomano

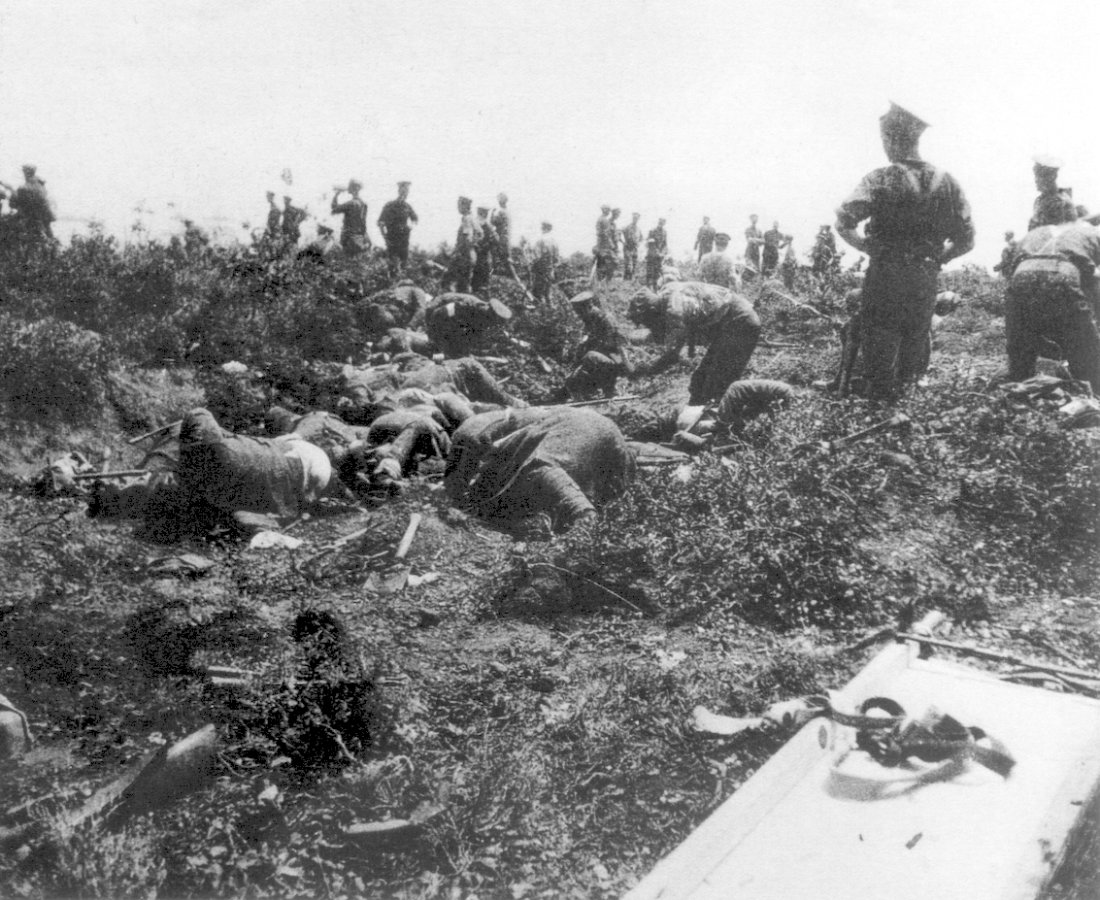
Soldati australiani recuperano i corpi dei caduti ottomani dopo uno scontro sul fronte di Gallipoli.

Sulla base dei dati forniti dagli archivi ufficiali ottomani, i caduti militari dell'Impero ottomano furono calcolati in 771.844, di cui 243.598 uccisi in azione, 61.847 dispersi presunti morti e 466.759 morti per le ferite o per malattia; il War Office britannico stimò nel 1922 un totale di 325.000 militari morti durante il conflitto, di cui 50.000 caduti in azione, 35.000 morti per le ferite riportate e 240.000 morti per malattia.
Le stime sulle vittime civili dell'Impero ottomano vanno da un totale di 2.000.000 a un totale di 2.150.000; in queste cifre sono considerate anche le vittime del genocidio armeno, benché sia dibattuto se queste debbano essere conteggiate con le vittime ottomane del conflitto: la stima dei civili armeni morti durante il conflitto va da 1.000.000 a 1.500.000, cifre sempre contestate dal governo della Turchia che ritiene i rapporti sul genocidio frutto di un'unica parte e distorti ad opera della propaganda dell'epoca. Altri gruppi etnici dell'Impero ottomano, come i greci o gli assiri, subirono persecuzioni e massacri durante il periodo della prima guerra mondiale, eventi che alcuni studiosi ritengono parte delle medesime politiche sterminatorie attuate contro gli armeni. In totale le perdite della popolazione dell'Impero ottomano nel periodo 1914-1922 furono stimate in 5.000.000, comprendendo nel computo non solo i morti durante la prima guerra mondiale ma anche le vittime dell'influenza spagnola, della guerra d'indipendenza turca e dello scambio di popolazioni tra Grecia e Turchia.

## Neutrali
- Danimarca,  Norvegia,  Svezia

La neutrale Danimarca lamentò la morte di 722 marinai della marina mercantile o pescatori, deceduti negli affondamenti delle navi su cui erano imbarcati ad opera principalmente dei sommergibili tedeschi o di mine; la regione danese dello Jutland meridionale (o Schleswig del Nord) fu parte della Germania fino al 1920, e dei 30.000 uomini ivi reclutati circa 3.900 furono uccisi durante la guerra, vittime conteggiate insieme a quelle tedesche.
Anche le neutrali Norvegia e Svezia subirono vittime tra i membri delle proprie marine mercantili periti negli affondamenti delle loro navi durante la guerra: la Norvegia lamentò la perdita di quasi il 50% della sua flotta mercantile anteguerra, e circa 2.000 marinai norvegesi persero la vita; la Svezia lamentò invece la morte di 877 marinai della sua marina mercantile.